# 平良達郎
平良 達郎（たいら たつろう、2000年1月27日 - ）は、日本の総合格闘家。沖縄県那覇市出身。THE BLACKBELT JAPAN所属。UFC世界フライ級ランキング5位。元修斗世界フライ級王者。

## 来歴
小学校3年生から野球をやっていたが熱中は出来ず、中学校の部活で区切りをつける。Theパラエストラ沖縄でキックボクシングを習っていた兄の影響で高校1年生の時からジムに通い始め、松根良太の指導のもと総合格闘技のトレーニングを積んだ。2017年に第11回九州アマチュア修斗選手権大会、第24回全日本アマチュア修斗選手権大会を勝ち抜き、アマチュア修斗10戦10勝の戦績でプロに昇格。

### 修斗
2018年8月3日、プロデビュー戦となった修斗新人王決定トーナメントフライ級1回戦で大竹陽と対戦し、1R三角絞めにより一本勝ち。
2018年11月25日、修斗新人王決定トーナメントフライ級決勝戦で親川龍と対戦し、1Rにギロチンチョークにより一本勝ち。同年度のフライ級新人王とMVPを獲得した。
2019年9月22日、修斗世界フライ級ランキング8位の小堀貴広と対戦し、試合開始60秒でパウンドによりTKO勝ち。
2020年11月23日、修斗世界フライ級ランキング1位の清水清隆と対戦し、判定勝ち。
2021年3月20日、修斗世界フライ級ランキング5位の前田吉朗と対戦し、試合開始61秒でリアネイキドチョークにより一本勝ち。
2021年7月4日、修斗世界フライ級タイトルマッチで王者の福田龍彌に挑戦し、1Rに三角絞めによる一本勝ちを収め王座獲得に成功した。
2021年11月6日、VTJ 2021でLFNフライ級王者のアルフレド・ムアイアドと対戦し、1Rにリアネイキドチョークにより一本勝ち。

### UFC
2022年2月4日、UFCと複数試合契約を結んだ。
2022年5月14日、UFC初出場となったUFC on ESPN: Błachowicz vs. Rakićでカルロス・カンデラリオと対戦し、3-0の判定勝ち。
2022年10月15日、UFC Fight Night: Grasso vs. AraújoでCJ・ベルガラと対戦し、2Rにバックボジションを奪った後腕ひしぎ十字固めによる一本勝ち。パフォーマンス・オブ・ザ・ナイトを受賞した。なお、この試合はベルガラが前日計量でフライ級リミットから3ポンド（約1.36kg）体重超過したため、ベルガラが平良にファイトマネーの30％を支払う条件で試合が行われた。
2023年2月4日、UFC Fight Night: Lewis vs. Spivakでヘスス・アギラーと対戦し、腕ひしぎ三角固めで1R一本勝ち。2試合連続のパフォーマンス・オブ・ザ・ナイトを受賞した。
2023年5月21日、修斗世界フライ級王座を返上した。
2023年6月24日、UFC on ABC: Emmett vs. Topuriaでクレイドソン・ホドリゲスと対戦予定だったが、ホドリゲスが前日計量でフライ級リミットから3ポンド（1.3kg）体重超過したため中止となった。
2023年7月8日、スライドされる形でナンバーシリーズ初参戦となったUFC 290でエドガー・チャイレスと130ポンド（58.9kg）契約で対戦し、3-0の判定勝ち。なお、平良のこの試合は地上波のABCとESPNで同時中継された。
2023年12月9日、UFC Fight Night: Song vs. Gutiérrezでカルロス・ヘルナンデスと対戦し、右ストレートを効かせ追撃の左フックでダウンを奪い、パウンドで2RTKO勝ち。この勝利で水垣偉弥と並び日本人最多となるUFC連勝記録「5勝」を記録した。試合後のインタビューではムハンマド・モカエフとの対戦をアピールした。
2024年6月14日、UFC Fight Night: Perez vs. Tairaでフライ級ランキング5位のアレックス・ペレスと対戦。2Rにスタンディングバックを奪い、そのままグラウンドへ倒れ込んだ際にペレスが右膝を負傷し、TKO勝ち。パフォーマンス・オブ・ザ・ナイトを受賞した。
2024年10月12日、UFC Fight Night: Royval vs. Tairaでフライ級ランキング1位のブランドン・ロイバルと対戦。2Rと4Rをグラウンドで抑え込んで優勢に立ったが、それ以外のラウンドでは打撃を効かされるなど劣勢となり、1-2の5R判定負け。プロキャリア17戦目で初黒星を喫したものの、ファイト・オブ・ザ・ナイトを受賞した。
2025年8月2日、UFC Fight Night: Taira vs. Parkでパク・ヒョンソンと対戦し、ネッククランクで2R一本勝ち。当初は同大会でフライ級ランキング4位のアミル・アルバジと対戦予定であったが、アルバジが大会数日前に健康上の問題で欠場したため、ヒョンソンとの対戦に変更された。なお、UFCのメインイベントでアジア人同士が対戦したのは、この試合が初である。

## 人物・エピソード
- 好きな格闘家としてマルロン・ヴェラを挙げており、ヴェラ本人は平良に「ありがとう」と日本語でメッセージを送っている[19][20]。
- 2000年代生まれのUFCファイターで初めてメインイベンターとして勝利した。
- UFCにおける日本人最多の6連勝を保持する。
- 格闘技に専念する為に、大学4年生時に中退している。
- 元々はRIZINを目指していたが、コーチである松根良太にUFCに行ける逸材と諭されUFC参戦を決めた。

## 戦績

### プロ総合格闘技
| 総合格闘技 戦績 | 総合格闘技 戦績 | 総合格闘技 戦績 | 総合格闘技 戦績 | 総合格闘技 戦績 | 総合格闘技 戦績 | 総合格闘技 戦績 |
| --------------- | --------------- | --------------- | --------------- | --------------- | --------------- | --------------- |
| 18 試合         | (T)KO           | 一本            | 判定            | その他          | 引き分け        | 無効試合        |
| 17 勝           | 5               | 8               | 4               | 0               | 0               | 0               |
| 1 敗            | 0               | 0               | 1               | 0               | 0               | 0               |

| 勝敗 | 対戦相手                         | 試合結果                                   | 大会名                                                                           | 開催年月日     |
| ○    | パク・ヒョンソン                 | 2R 1:06 ネッククランク                     | UFC Fight Night: Taira vs. Park                                                  | 2025年8月2日   |
| ×    | ブランドン・ロイバル             | 5分5R終了 判定1-2                          | UFC Fight Night: Royval vs. Taira                                                | 2024年10月12日 |
| ○    | アレックス・ペレス               | 2R 2:59 TKO（右膝の負傷）                  | UFC Fight Night: Perez vs. Taira                                                 | 2024年6月15日  |
| ○    | カルロス・ヘルナンデス           | 2R 0:55 TKO（左フック→パウンド）           | UFC Fight Night: Song vs. Gutiérrez                                              | 2023年12月9日  |
| ○    | エドガー・チャイレス             | 5分3R終了 判定3-0                          | UFC 290: Volkanovski vs. Rodríguez                                               | 2023年7月8日   |
| ○    | ヘスス・アギラー                 | 1R 4:20 腕ひしぎ三角固め                   | UFC Fight Night: Lewis vs. Spivak                                                | 2023年2月4日   |
| ○    | CJ・ベルガラ                     | 2R 4:19 腕ひしぎ十字固め                   | UFC Fight Night: Grasso vs. Araújo                                               | 2022年10月15日 |
| ○    | カルロス・カンデラリオ           | 5分3R終了 判定3-0                          | UFC on ESPN 36: Błachowicz vs. Rakić                                             | 2022年5月14日  |
| ○    | アルフレド・ムアイアド           | 1R 4:12 リアネイキッドチョーク             | VTJ 2021                                                                         | 2021年11月6日  |
| ○    | 福田龍彌                         | 1R 4:31 三角絞め                           | 修斗 PROFESSIONAL SHOOTO 2021 Vol.4 第2部 【修斗世界フライ級チャンピオンシップ】 | 2021年7月4日   |
| ○    | 前田吉朗                         | 1R 1:01 スリーパーホールド                 | 修斗 PROFESSIONAL SHOOTO 2021 Vol.2                                              | 2021年3月20日  |
| ○    | 清水清隆                         | 5分3R終了 判定3-0                          | 修斗 PROFESSIONAL SHOOTO 2020 Vol.7                                              | 2020年11月23日 |
| ○    | ジャレッド・ライアン・アルマザン | 2R 0:19 TKO（スタンドパンチ連打→パウンド） | 修斗 PROFESSIONAL SHOOTO 2020                                                    | 2020年1月26日  |
| ○    | 大翔                             | 1R 2:18 TKO（パウンド）                    | 修斗 THE SHOOTO OKINAWA Vol.2                                                    | 2019年11月3日  |
| ○    | 小堀貴広                         | 1R 1:00 TKO（パウンド）                    | 修斗 BORDER -season11-「The3rd」                                                 | 2019年9月22日  |
| ○    | 関口祐冬                         | 5分2R終了 判定3-0                          | 修斗 SHOOTO GIG TOKYO Vol.27                                                     | 2019年6月8日   |
| ○    | 親川龍                           | 1R 3:24 フロントスリーパーホールド         | 修斗 THE SHOOTO OKINAWA Vol.1 【新人王決定トーナメント決勝】                     | 2018年11月25日 |
| ○    | 大竹陽                           | 1R 2:46 三角絞め                           | 修斗 This is SHOOTO Vol.2 【新人王決定トーナメント1回戦】                        | 2018年8月3日   |

### アマチュア総合格闘技
| 勝敗 | 対戦相手   | 試合結果                     | 大会名                                                   | 開催年月日     |
| ○    | 親川龍     | 3分2R終了 判定3-0            | 第24回全日本アマチュア修斗選手権大会 【フライ級 決勝】   | 2017年9月23日  |
| ○    | 廣瀬大介   | 1R 3:50 ギロチンチョーク     | 第24回全日本アマチュア修斗選手権大会 【フライ級 準決勝】 | 2017年9月23日  |
| ○    | 岡本秀義   | 1R 3:14 スリーパーホールド   | 第24回全日本アマチュア修斗選手権大会 【フライ級 2回戦】  | 2017年9月23日  |
| ○    | 髙橋一輝   | 1R 0:40 ギロチンチョーク     | 第24回全日本アマチュア修斗選手権大会 【フライ級 1回戦】  | 2017年9月23日  |
| ○    | 親川龍     | 3分2R終了 判定3-0            | 第11回九州アマチュア修斗選手権大会 【フライ級 決勝】     | 2017年6月18日  |
| ○    | 柏木勇哉   | 4分1R終了 判定3-0            | 第11回九州アマチュア修斗選手権大会 【フライ級 準決勝】   | 2017年6月18日  |
| ○    | 黒瀬一平   | 1R 3:23 スリーパーホールド   | 第11回九州アマチュア修斗選手権大会 【フライ級 2回戦】    | 2017年6月18日  |
| ○    | 菊池勇吾   | 1R 3:44 スリーパーホールド   | 第11回九州アマチュア修斗選手権大会 【フライ級 1回戦】    | 2017年6月18日  |
| ○    | 伊良波恵   | 3分2R終了 判定3-0            | 琉球フリーファイト Vol.10                                | 2017年5月21日  |
| ○    | 知念健     | 1R 1:05 リアネイキドチョーク | レキオバトル名護 Vol.1                                   | 2017年4月23日  |
| ○    | 金城栄太郎 | 3分2R終了 判定3-0            | 琉球フリーファイト Vol.9                                 | 2016年11月27日 |

### キックボクシング
| 勝敗 | 対戦相手 | 試合結果          | 大会名           | 開催年月日    |
| ○    | 棚原晟那 | 3分3R終了 判定3-0 | Road To K-SPIRIT | 2018年9月30日 |

## 獲得タイトル
- 全日本アマチュア修斗選手権大会フライ級優勝
- 修斗フライ級新人王
- 修斗世界フライ級王座（防衛0=返上）

## 表彰
- 2018年度修斗新人王決定トーナメント MVP[5]
- 修斗年間表彰2019 MVP[21]
- UFC パフォーマンス・オブ・ザ・ナイト（3回）
- UFC ファイト・オブ・ザ・ナイト（1回）